# Pustovarî, Reșetîlivka
Pustovarî (în ucraineană Пустовари) este un sat în comuna Demîdivka din raionul Reșetîlivka, regiunea Poltava, Ucraina.

## Demografie
Componența lingvistică a localității Pustovarî
     Ucraineană (95,63%)
     Rusă (4,06%)
Conform recensământului din 2001, majoritatea populației localității Pustovarî era vorbitoare de ucraineană (95,63%), existând în minoritate și vorbitori de rusă (4,06%).